# 宗曲
宗曲又名拉达河、西曲河、雪曲河，位于中国西藏自治区东北部的一条河流，是长江上游金沙江右岸支流。上游称娘那曲，发源于贡觉县拉妥乡拉多牛场西北的沼泽地带，向南流约10千米进入芒康县境，东南流至珠达转西南流，经宗西乡后折向南流，至多岗再次折向东南流，右纳错龙门曲后折向东北，过日荣后转向东，最后于朱巴龙乡以南汇入金沙江。河长124千米，流域面积3080平方千米，年均流量32立方米每秒。自然落差2038米。水能理论蕴藏量30万千瓦。